# 1629 en arts plastiques
| Années des arts plastiques : 1626 - 1627 - 1628 - 1629 - 1630 - 1631 - 1632    |
| Décennies des arts plastiques : 1590 - 1600 - 1610 - 1620 - 1630 - 1640 - 1650 |

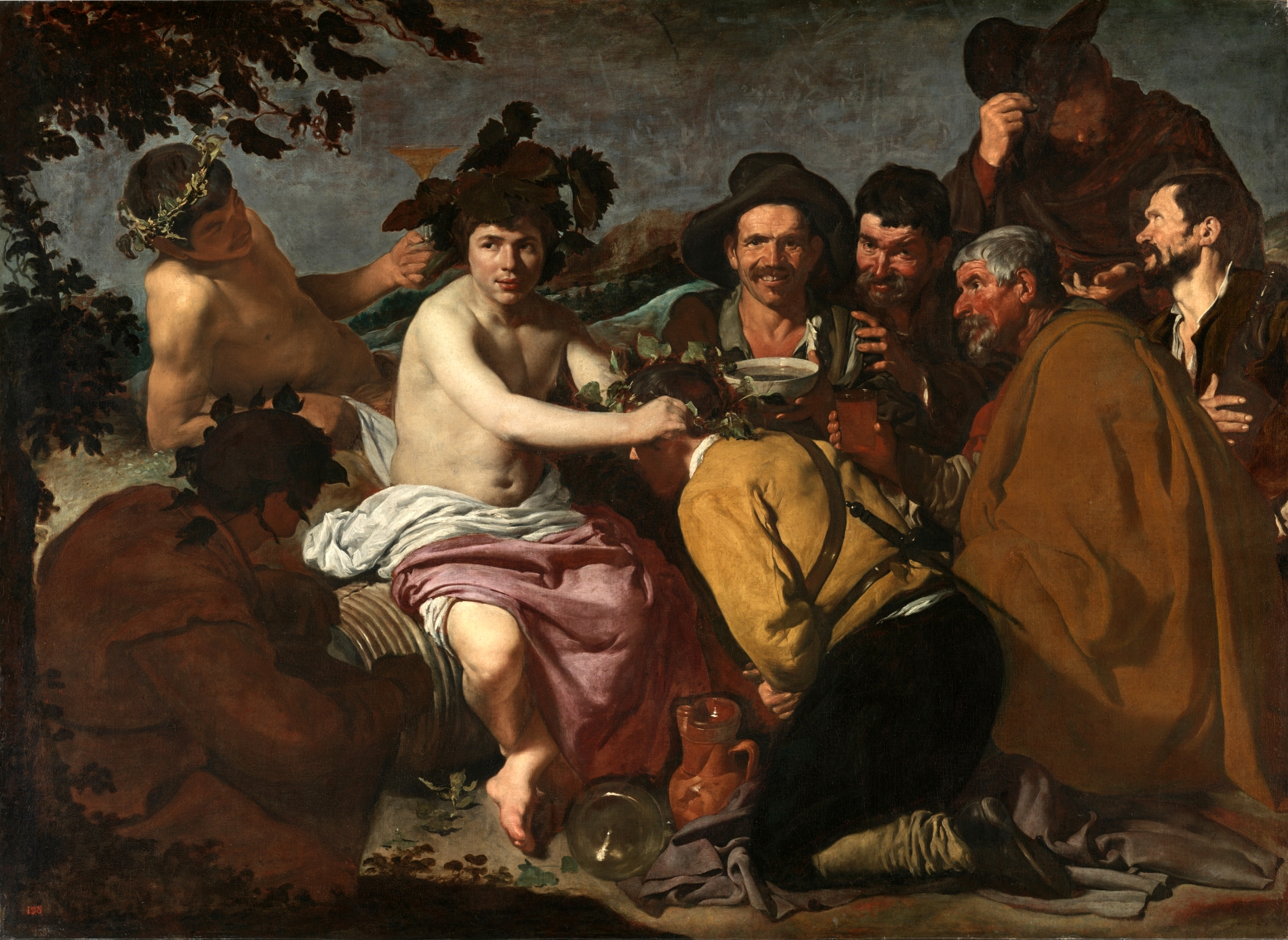
Le triomphe de Bacchus, Diego Vélasquez.

Cette page concerne l'année 1629 en arts plastiques.

## Œuvres
- 1628-1630 : Et in Arcadia ego, huile sur toile de Nicolas Poussin (version de la Chatsworth House)
- Monument funéraire de Charlotte-Catherine de La Trémoille, sculpture de Simon Guillain (musée du Louvre).

## Naissances
- ? janvier : Gabriel Metsu, peintre néerlandais († 24 octobre 1667),
- 14 avril : Bartolomeo Biscaino, peintre et graveur baroque italien de l'école génoise († 1657),
- 29 octobre : Agnes Block, collectionneuse d'art, peintre et horticultrice néerlandaise († 20 avril 1704),
- ? :
  - Jacques Bailly, peintre, miniaturiste et graveur français († 2 septembre 1679),
  - Pieter Crijnse Volmarijn, peintre néerlandais († 15 avril 1679),
- Vers 1629 :
- Johan le Ducq, peintre, dessinateur et graveur à l'eau-forte, également marchand d'objets d'art et soldat néerlandais († 1676).

## Décès
- 29 mars : Jacob De Gheyn le Jeune, peintre, dessinateur et graveur maniériste néerlandais (° 1565),
- 13 avril ou 15 avril : Antonio Vassilacchi, peintre italien d'origine grecque (° 1556),
- 30 avril : Hendrick Fayd'herbe, enlumineur, doreur, sculpteur en bois et en albâtre, dramaturge, poète et rhétoricien des Pays-Bas espagnols (° 1574),
- 6 mai : Vaenius, peintre flamand (° 1556),
- 30 juin : Jean Turpin, peintre, graveur et imprimeur d'estampes français (° 1561),
- 11 juillet : Bartolomeo Cesi, peintre baroque italien de l'école bolonaise (° 16 août 1556),
- 13 août : Barthélemy Tremblay, sculpteur français (° vers 1568),
- 21 août : Camillo Procaccini, peintre italien (° 1551),
- 29 août : Pietro Bernini, sculpteur italien (° 6 mai 1562),
- 4 octobre : Bernardo Castello, peintre baroque italien (° 1557),
- 1er novembre : Hendrick ter Brugghen, peintre néerlandais (° 1588),
- 31 décembre : Colette van den Keere, graveuse néerlandaise (° 1568),
- ?
  - Li Liufang, peintre chinois (° 1575),
  - Avanzino Nucci, peintre italien (° vers 1552),
  - Cornelia toe Boecop, peintre néerlandaise (° 1551),
  - David Vinckboons, peintre de paysage et de scènes de genre néerlandais (° 13 août 1576).